# Rhinolophus rufus
Rhinolophus rufus (Eydoux & Gervais, 1836) è un Pipistrello della famiglia dei Rinolofidi endemico delle Filippine.

## Descrizione

### Dimensioni
Pipistrello di medie dimensioni, con la lunghezza totale tra 110 e 130 mm, la lunghezza dell'avambraccio tra 68 e 73 mm, la lunghezza della coda tra 30 e 33 mm, la lunghezza del piede tra 17 e 21 mm, la lunghezza delle orecchie tra 33 e 37 mm e un peso fino a 34 g.

### Aspetto
Il colore generale del corpo varia dal bruno-grigiastro scuro al fulvo-ocraceo con dei riflessi nerastri. Le orecchie sono di lunghezza media. La foglia nasale presenta una lancetta moderatamente lungo e con i bordi diritti, un processo connettivo con il profilo fortemente arcuato, una sella con i bordi paralleli o leggermente convergenti verso il basso, l'estremità arrotondata e più stretta alla base. La porzione anteriore è larga, copre quasi completamente il muso ed ha un incavo centrale alla base. Il labbro inferiore ha tre solchi longitudinali. La coda è lunga ed inclusa completamente nell'ampio uropatagio. Il primo premolare superiore è piccolo e situato lungo la linea alveolare.

## Biologia

### Comportamento
Si rifugia all'interno di grotte.

### Alimentazione
Si nutre di insetti.

## Distribuzione e habitat
Questa specie è diffusa nelle Isole Filippine: Bohol, Provincia di Camiguin, Catanduanes, Guimaras, Leyte, Luzon, Marinduque, Mindanao, Mindoro e Polillo.
Vive nelle foreste primarie e secondarie mature fino a 600 metri di altitudine.

## Conservazione
La IUCN Red List, considerato che questa specie è soggetta ad un significativo declino di circa il 30% negli ultimi 10 anni a causa della deforestazione e delle interferenze umane, classifica R.rufus come specie prossima alla minaccia (NT).